# قائمة أنواع الأمارلس
يوجد عدة أنواع من جنس الأمارلس:	 
- أمارلس أكرماني (الاسم العلمي: Amaryllis ackermannii)
- أمارلس بغنولدي (الاسم العلمي: Amaryllis bagnoldii)
- أمارلس جونستوني (الاسم العلمي: Amaryllis johnstonii)
- أمارلس ست الحسن (الاسم العلمي: Amaryllis belladonna)
- أمارلس سيموني (الاسم العلمي: Amaryllis symonii)
- أمارلس شلسوني (الاسم العلمي: Amaryllis chelsonii)
- أمارلس فردوسي (الاسم العلمي: Amaryllis paradisicola)
- أمارلس فيروكسي (الاسم العلمي: Amaryllis verreauxii)
- أمارلس كروني (الاسم العلمي: Amaryllis cronii)
- أمارلس لووي (الاسم العلمي: Amaryllis lowii)
- أمارلس ليانا (الاسم العلمي: Amaryllis leeana)
- أمارلس ملتبس (الاسم العلمي: Amaryllis ambigua)
- أمارلس موسترتي (الاسم العلمي: Amaryllis mostertii)
- أمارلس نيولوبلدي (الاسم العلمي: Amaryllis neoleopoldii)
- أمارلس هربرتي (الاسم العلمي: Amaryllis herbertii)
- أمارلس هنرياي (الاسم العلمي: Amaryllis henryae)
- أمارلس هيلوكي (الاسم العلمي: Amaryllis haylockii)
- (الاسم العلمي: Amaryllis atibaia)
- (الاسم العلمي: Amaryllis bellabister)
- (الاسم العلمي: Amaryllis buccinata)
- (الاسم العلمي: Amaryllis carnarvonia)
- (الاسم العلمي: Amaryllis condemaita)
- (الاسم العلمي: Amaryllis degraaffara)
- (الاسم العلمي: Amaryllis euryphylla)
- (الاسم العلمي: Amaryllis fragmatissima)
- (الاسم العلمي: Amaryllis fucata)
- (الاسم العلمي: Amaryllis fulva)
- (الاسم العلمي: Amaryllis gladwynensis)
- (الاسم العلمي: Amaryllis incarnata)
- (الاسم العلمي: Amaryllis jacobaea)
- (الاسم العلمي: Amaryllis lateritia)
- (الاسم العلمي: Amaryllis lavrensis)
- (الاسم العلمي: Amaryllis leonensis)
- (الاسم العلمي: Amaryllis leopoldioides)
- (الاسم العلمي: Amaryllis marmorata)
- (الاسم العلمي: Amaryllis mini-stenopetala x fosteri)
- (الاسم العلمي: Amaryllis pearceara)
- (الاسم العلمي: Amaryllis propinqua)
- (الاسم العلمي: Amaryllis pseudopardina)
- (الاسم العلمي: Amaryllis reginioides)
- (الاسم العلمي: Amaryllis restingensis)
- (الاسم العلمي: Amaryllis sanguinea)
- (الاسم العلمي: Amaryllis trigona)